# Лопатино (Белинский район)
Лопатино — деревня в Белинском районе Пензенской области России. Входит в состав Козловского сельсовета.

## География
Расположена в 5 км к юго-западу от села Козловка, на левом берегу р. Сюверня.

## Население
| 2010 |
| ---- |
| 45   |

## История
Основана в 1803 г., переселенцами из соседнего села Чернышёво. Входила в состав Чернышевской волости Чембарского уезда. После революции в составе Уваровского сельсовета, затем Чернышевского. Колхоз имени Молотова.